# Бабинець Андрій Євтихійович
Андрій Євтихійович Бабинець (13 грудня 1911, Київ — 1 листопада 1982, Ленінград) — вчений-гідрогеолог. Доктор геологічних наук (1961), професор. Член-кореспондент АН УРСР (1964). Заслужений діяч науки УРСР (1981).

## Біографія
У 1935 році закінчив Київський гірничо-геологічний інститут.
Учасник другої світової війни. З 1935 року працював в Інституті геологічних наук АН УРСР: старший науковий співробітник (1935—1948), завідувач відділом гідрогеології (1948—1950), заступник директора з наукової роботи (1950—1968), завідувач відділом гідрогеологічних проблем (1968—1982).
За сумісництвом в 1953—1968 роках завідувач кафедри гідрогеології та інженерної геології геологічного факультету Київського державного університету ім. Т. Г. Шевченка.
Дослідник мінеральних вод які застосовуються в бальнеології, а також займався дослідженням вуглекислих джерел Карпат, моршинськоі води і трускавецьких джерел.
Помер 1 листопада 1982 року в Ленінграді. Похований на Байковому кладовищі в Києві.